# ایمانجی استودیو
ایمانجی استودیو (به انگلیسی: Imangi Studios) یک استودیوی تولید بازی برای اسمارت فون است که توسط کیس شفرد و همسرش ناتالیا لاکیانوا تأسیس شده‌است. 
این شرکت بازی‌های پرطرفداری همچون تمپل ران و تمپل ران۲ و تمپل ران بریو را در کارنامه‌ی خود دارد.